# Damian Kulig
Damian Kulig (Piotrków Trybunalski, 23 giugno 1987) è un cestista polacco.

## Carriera
Con la Polonia ha disputato i Campionati mondiali del 2019 e due edizioni dei Campionati europei (2015, 2017).

## Palmarès

### Squadra
- Campionato polacco: 1

Turow: 2013-14
- Coppa di Turchia: 1

Bandırma Banvit: 2017
- Supercoppa polacca: 2

Turów Zgorzelec: 2014
Stal Ostrów Wiel: 2022
- Coppa di Polonia: 1

Stal Ostrów: 2022

### Individuale
- Polska Liga Koszykówki MVP: 1

Turów Zgorzelec: 2014-15
- MVP Supercoppa polacca: 1

Stal Ostrów Wiel: 2022